# 高の倉ダム
高の倉ダム（たかのくらダム）は、福島県南相馬市原町区高倉にある、二級河川新田川水系水無川に建設されたダムである。

## 概要
原町区西部の阿武隈高地山中にある、高さ54.2mの重力式コンクリートダムである。福島県によって事業化が行われ、その後当時の原町市、後の市町村合併により現在では南相馬市が管理を行っている。クレスト部には2門の赤いラジアルゲートが備えられている。
新田川水系は原町区中心部を横断し、流域は約970戸の農家が営農する約1,200haに及ぶ水田地帯であり、用水源を新田川とその支流の水無川に頼っているが、扇状地に位置し河床を伏流する河川であるために取水不能になる自体が発生し、毎年深刻な水不足に悩まされていた。1958年（昭和33年）、1961年（昭和36年）に発生した大干魃により、灌漑用ダム建設の要望が大きくなり、福島県により1969年（昭和44年）に採択された県営かんがい排水事業を受けて1972年（昭和47年）ダム本体工事に着手、1975年（昭和50年）9月貯水開始、1976年（昭和51年）3月に竣工した。1981年（昭和56年）3月に2条の幹線水路が完成し全事業が終了した。現在は当ダムの水路を利用した小水力発電の計画がなされている。

## 特例操作の実施
2019年10月12日の令和元年東日本台風（台風19号）接近、同年10月25日の集中豪雨の際、ダムの特例操作による緊急放流が行なわれた。下流の高倉地区では、溢水により住宅１棟が全壊したほか10戸余りが床上浸水。護岸や道路、農地にも被害が出た。南相馬市は、福島県などと協議しながら短時間大雨時の対応を検討する考えを示した。。

## 福島第一原子力発電所事故関連
- 高の倉ダム一帯は、2011年の福島第一原子力発電所事故の発生に伴い、同年9月30日にかけて緊急避難準備区域の指定を受けた[7]。その後は、地域を復旧する支援の一環として文部科学省、復興庁、原子力被災者生活支援チーム、原子力災害現地対策本部、環境省等が定期的に水質、底質における放射性物質等の濃度測定を行っている[8]。

## その他
- 当ダムの管理事務所にてダムカードの配布が行われている。
- ダムの周辺には数百本に及ぶ桜が植樹されており、湖面に映る風景が美しい[9]。

## 近隣
- 福島県道62号原町二本松線 - 原町区市街地から西進し当ダム上流部に至った後、飯舘村まで約8kmに渡って主要地方道でありながらダート路面の狭隘区間が続く所謂「険道」となる。
- 高倉文殊堂 - ダム堤体下部にある文殊堂である。相馬三文殊の一つに数えられる。
- ハートランドはらまち - ダム堤体下部にある農村交流館である。バンガローや大浴場がある農業体験実習館や体験農園が整備されている。